# Helena Hilverdink
Helena Judith Hilverdink, född 1775, död 1838, var en nederländsk sångare och skådespelare. 
Hon var dotter till skådespelarna Alexander Willem Hilverdink (1734-1799) och Anna Margaretha Gisser (1754-1821) och syster till Geertruida Hilverdink. 
Hon var engagerad vid Amsterdamse Schouwburg mellan 1788 och 1809. Helena Hilverdink omtalades 1802 i egenskap av skådespelare som den första dugazonen (mezzosopran), och i egenskap av skådespelare som första subretten. En samtida bedömde att hon "parade en behaglig röst med sanna skådespelarfärdigheter". 1805 utnämndes hon till premiärsångerska. Hon övergick 1809 till teatern i Haag, men där är endast hennes debutroll känd.  